# Emil Švec

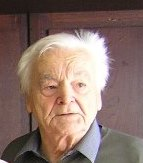
Emil Švec (2008)

Emil Švec (* 24. September 1925 in Piešťany, Tschechoslowakei; † 23. Februar 2010 ebenda) war ein slowakischer Flüchtling, der 1959 mit einem Flugzeug über den Eisernen Vorhang nach Österreich floh. Im Jahr 1962 wurde er vom Geheimdienst ŠtB auf österreichischem Hoheitsgebiet entführt und zurück in die Tschechoslowakei verschleppt, wo er bis 1977 im Gefängnis saß.

## Leben
Er wurde 1925 in Piešťany geboren, wo er auch seine Kindheit verbrachte. Als junger Mann leistete er seinen Militärdienst in der Armee der Slowakischen Republik, wo er eine Fliegerausbildung erhielt. Nach dem Zweiten Weltkrieg zog er nach Preßburg und begann dort Medizin zu studieren. Er hielt jedoch Kontakt zu seiner Heimatstadt und nahm dort an lokalen Treffen einer antikommunistischen Widerstandsgruppe teil, die sich „Weiße Legion“ (Biela légia) nannte. Diese klerikale Gruppe stand in Kontakt mit slowakischen Emigranten im besetzten Österreich, die mit Hilfe der Amerikaner von dort aus einen slowakischsprachigen Radiosender mit gleichen Namen betrieben. Vor Ort wurde sie von dem aus Sokolovce stammenden katholischen Pfarrer Kamil Vančo geleitet, der ihn auch mit anderen Mitglieder in Verbindung brachte. Da der Radiosender auch Namen von Agenten des StB enttarnte, betrachteten die kommunistischen Behörden jede Mitarbeit in der Gruppe als Hochverrat und begannen diese 1951 zu zerschlagen. Emil Švec wurde an der medizinischen Fakultät in Preßburg verhaftet und 1952 zu sechs Jahren Haft verurteilt. 1957 wurde er aus dem Gefängnis entlassen, durfte jedoch sein Studium nicht fortsetzen und hatte wegen seiner Vergangenheit Schwierigkeiten eine Arbeitsstelle zu finden. Deshalb fasste er den Beschluss bei einer sich bietenden Gelegenheit über die Grenze ins benachbarte Österreich zu fliehen, von wo schon 1955 die sowjetischen Truppen abgezogen waren. Zwei Jahre später fand er eine solche Gelegenheit. 

### Flucht über den Eisernen Vorhang

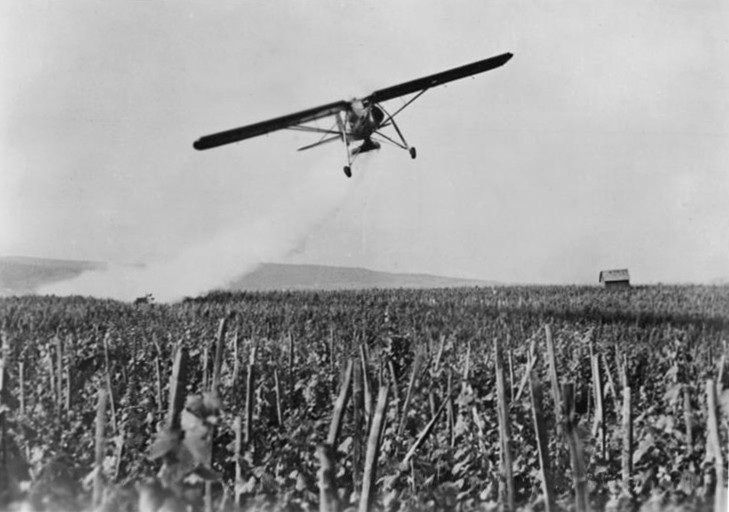
Eine landwirtschaftliche K-65 Čáp bei der Insektenbekämpfung nahe Bratislava

Am 2. August 1959 gelang es ihm ein landwirtschaftliches Propellerflugzeug zu entwenden, eine tschechische K-65 Čáp (Nachbau des Fieseler Storch), und obwohl er noch nie mit diesem Typ geflogen war, konnte er die Maschine erfolgreich steuern und flog 100 km über den Eisernen Vorhang bis nach Österreich. Beim Ort Wilfersdorf bei Mistelbach landete er auf einem Feld. Später sollte er erfahren, dass ihm bereits tschechoslowakische Abfangjäger gefolgt waren. Švec ließ das Flugzeug stehen und machte sich nun zu Fuß auf den Weg. Er meldete sich umgehend bei österreichischen Gendarmen, die ihm seine Geschichte zunächst nicht glauben wollten. Als sich seine Aussagen als wahr herausstellten, wurde er in Österreich als Flüchtling anerkannt. Er siedelte sich daraufhin in Wien an, wo er sein Studium der Medizin fortsetzen konnte.
Zwei Wochen nach der geglückten Flucht besuchte ihn ein ehemaliger Bekannter aus der ČSSR in seinem Hotel in Wien, dem offenbar offiziell eine Auslandsreise erlaubt worden war. Mit ihm spazierte er einen Tag lang durch die Stadt und der Bekannte machte Fotos von den beiden vor Wiener Sehenswürdigkeiten. Später stellte sich heraus, dass dieser Bekannte vom tschechoslowakischen Geheimdienst als Spitzel angeworben worden war.
Švec überlegte in die USA auszuwandern, wofür er bereits die notwendigen Papiere erhalten hatte, blieb aber dann doch in Wien. Neben seinem Studium war er auch als Journalist tätig, engagierte sich für eine freie Tschechoslowakei und hielt enge Kontakte zu slowakischen Emigranten in Österreich. Manche Quellen behaupten weiters, er hätte daneben auch Kontakt zu westlichen Geheimdiensten gehabt. In der Folge wurde er von einem Gericht in der ČSSR in Abwesenheit zu 15 Jahren Haft wegen Hochverrat verurteilt. Dies erfuhr er aber erst im Jahr 1961, als im Westen eine Emigrantenzeitung darüber berichtete.

### Entführung aus Österreich
Im Oktober 1962 erhielt er die Information, ein slowakischer Dissident hätte die Möglichkeit brisante Dokumente aus der ČSSR herauszuschmuggeln und könne diese knapp hinter der Grenze in einem Feld deponieren. Švec erklärte sich bereit, diese Dokumente abzuholen und fuhr mit einem Bekannten per Auto von Wien bis nach Kittsee, nahe der Grenze. Dort ging er alleine zu Fuß weiter, bis er in einem Kukuruzfeld den verabredeten Gemarkungsstein entdeckte, wo sich tatsächlich ein Paket befand. Er nahm dieses ungeöffnet an sich und machte sich zurück auf den Weg heraus aus dem Feld. Da bemerkte er plötzlich uniformierte tschechoslowakische Grenzwächter um sich, die mit Pistolen und automatischen Schusswaffen sofort das Feuer auf ihn eröffneten. Er warf sich zu Boden und blieb so unverletzt. Daraufhin wurde er überwältigt und geknebelt. In einem der Männer erkannte er einen seiner ehemaligen Gefängniswärter, wodurch klar war, dass die ganze Aktion eine Falle des ŠtB gewesen war. Die Agenten schleppten ihn über die Grenze in die ČSSR und so bald sie das österreichische Hoheitsgebiet verlassen hatten, wurden ihm Handschellen angelegt und er wurde offiziell festgenommen. Danach wurde er ins Gefängnis gebracht, um seine ausstehende 15-jährige Haftstrafe abzusitzen. Die offiziellen Stellen der ČSSR gaben in einer Veröffentlichung bekannt, Švec sei beim illegalen Grenzübertritt auf tschechoslowakischer Seite festgenommen worden und bezeichneten ihn als NATO-Agenten.
Die nächsten Jahre verbrachte er in verschiedenen Haftanstalten, auch während des Prager Frühlings wurde er nicht wie andere politische Häftlinge amnestiert. Erst im Jahr 1969 wurde er zunächst rehabilitiert und frei gelassen. Nur drei Jahre später wurde diese Entscheidung jedoch rückgängig gemacht und er wurde wieder verhaftet und blieb bis 1977 eingesperrt. Danach galt seine Strafe als verbüßt. Nach seiner Freilassung bemühte er sich, sein Medizinstudium abzuschließen, was ihm jedoch erneut verwehrt wurde. So arbeitete er als Krankenpfleger, wurde jedoch bis zur Wende ständig vom Staatssicherheitsdienst bespitzelt.

### Kampf um Rehabilitierung
Nach 1989 bemühte er sich um eine offizielle Rehabilitierung und eine Anerkennung als Opfer des Kommunismus. Dies wurde jedoch von der Justiz immer wieder verweigert oder bürokratisch in die Länge gezogen. Er warf daraufhin öffentlich den Behörden vor, immer noch von exkommunistischen Seilschaften dominiert zu werden. Nach dem EU-Beitritt der Slowakei am 1. Mai 2004 wandte er sich an den Beauftragten für Menschenrechte des Europarates in Straßburg, Christos Giamoukopoulos, sowie an den Menschenrechtskommissar des Europarates, Álvaro Gil-Robles. Daneben gab er als Zeitzeuge Interviews zur Dokumentation der Verbrechen des Kommunismus, die mittlerweile sowohl von tschechischen als auch slowakischen offiziellen Stellen veröffentlicht wurden und im Internet einsehbar sind. Der slowakische Filmemacher Tibor Macák hat 2005 einen 45-minütigen Dokumentarfilm über die Lebensgeschichte von Emil Švec gedreht, der 2008 unter dem Titel „V tieni casu“ veröffentlicht wurde und auf mehreren Filmfestivals, unter anderem durch die Organisation Europa-Cinemas in Paris, gezeigt wurde. Das „Institut des nationalen Gedenkens“ (UPN) in Bratislava suchte Sponsoren, um eine deutschsprachige Version des Films zu erstellen.
Anfang März 2010 starb Emil Švec. Einige Details seiner Entführung bleiben bis heute im Dunkeln und keiner der beteiligten Agenten des ŠtB musste sich bis dato vor Gericht dafür verantworten.